# 1 Dywizja Piechoty (III Rzesza)
1 (Wschodniopruska) Dywizja Piechoty (niem. 1. Infanterie-Division) – niemiecka dywizja z czasów II wojny światowej, uczestniczyła w agresji na Polskę, Belgię i Francję oraz w ataku na Związek Radziecki. 

## Historia
Utworzona w październiku 1934 jako I Dowództwo Artylerii, miejsce stacjonowania sztabu Królewiec, później na mocy rozkazu z 3 lutego 1936 sztab przeniesiono do Wystrucia. Na mocy rozkazu z 15 października 1935 otrzymała oficjalną nazwę 1 Dywizja Piechoty. Stacjonowała w I Okręgu Wojskowym.
Zmobilizowana pod koniec sierpnia 1939 i ześrodkowana nad granicą polsko-niemiecką w obszarze poligonu Muszaki. Weszła w skład Korpusu „Wodrig”. W ciągu pierwszych czterech dni wojny oddziały dywizji toczyły ciężkie walki o przełamanie polskich fortyfikacji granicznych na północ od Mławy. Następnie rozpoczęła walki o przeprawę przez Narew w rejonie miejscowości Różan oraz w następnych dniach wywalczyła w walkach przejście przez Bug w rejonie miejscowości Brok. w drugiej i trzeciej dekadzie września toczyła walki w obszarze Kałuszyn – Siedlce – Garwolin – Mińsk Mazowiecki – Otwock. Po zakończeniu kampanii w Polsce, dywizja do końca listopada 1939 odgrywała rolę oddziału osłonowego na linii demarkacyjnej rodziecko-niemieckiej pomiędzy Bugiem a Narwią. Na początku grudnia 1939 jednostkę zluzowano i przetransportowano nad Dolny Ren, tu została przeniesiona do odwodu 6 Armii.
Po rozpoczęciu wojny na zachodzie, dywizja przez pierwsze dni nadal pozostawała w rezerwie i z rejonu Akwizgranu rozpoczęła marsz przez Belgię w stronę północno-wschodniej Francji. Wzięła udział w walkach na linii Skaldy i Lys. Następnie brała udział w zmaganiach w zachodniej Flandrii w rejonie Lille. W drugiej fazie kampanii na zachodzie „Fall Rot”, dywizja w strukturach 4 Armii przełamała w bitwie front francuski nad Sommą i prowadziła walki pościgowe przez Sekwanę w stronę Loary. W bitwie nad Loarą zdobyła Saumur. Do zawieszenia broni prowadziła pościg za wycofującymi się francuskimi oddziałami w stronę atlantyckiego wybrzeża. Do września 1940 roku jednostka odgrywała rolę oddziału okupacyjnego na wybrzeżu atlantyckim niedaleko Pirenejów. Na przełomie września i października pododdziały dywizji zluzowano i przetransportowano do Prus Wschodnich.
Skoncentrowana w czerwcu 1941 w obszarze Królewiec – Brandenburg – Wehlau – Kaimen. Atak na ZSRR rozpoczęła w strukturze I Korpusu Armijnego, który był częścią 18 Armii. W pierwszych dniach walk przeciw Armii Czerwonej, przełamała jej pozycje graniczne i nacierała przez Szawle w stronę Dźwiny, którą forsowała w rejonie Dyneburga. W dalszych tygodniach prowadziła działania bojowe między Dźwiną a Wielikają. Z rejonu Pskowa rozpoczęła natarcie wschodnim brzegiem jeziora Pejpus w stronę Narwy. Do grudnia 1941 r. straty dywizji przekroczyły jedną trzecią pierwotnego składu. Pomimo tego przez dwa lata walczyła w składzie Grupy Armii Północ nad jeziorami Pejpus, Ładoga i oblegając Leningrad.
W październiku 1943 dywizję przeniesiono do Grupy Armii Południe, walczyła m.in. pod Krzywym Rogiem, później w 1944 została okrążona nad Dniestrem i przebijając się poniosła ciężkie straty. Po krótkim odpoczynku i otrzymaniu uzupełnień 1 Dywizja znalazła się w składzie Grupy Armii Środek i po licznych starciach pod Królewcem, Piławą i na Sambii zakończyła szlak bojowy w maju 1945 oddając się do niewoli Armii Czerwonej.

## Dowódcy dywizji
- gen. mjr Georg von Küchler 1 X 1934 – 1 IV 1935;
- gen. por. Walter Schroth 1 IV 1935 – 1 I 1938;
- gen. por. Joachim von Kortzfleisch[3] 1 I 1938 – 14 IV 1940;
- gen. por. Philipp Kleffel 15 IV 1940 – 12 VII 1941;
- gen. mjr Friedrich Altrichter 12 VII 1941 – 9 IX 1941;
- gen. por. Philipp Kleffel 9 IX 1941 – 16 I 1942;
- gen. por. Martin Grasse 16 I 1942 – 30 VI 1943;
- gen. por. Ernst–Anton von Krosigk 1 VII 1943 – 10 V 1944;
- płk Hans–Joachim Baumeister 10 V 1944 – 8 VI 1944;
- gen. por. Ernst–Anton von Krosigk 8 VI 1944 – 30 IX 1944;
- gen. por. Hans Schittnig 1 X 1944 – 28 II 1945;
- gen. por. Henning von Thadden 28 II 1945 – 15 IV 1945 ranny zmarł

## Struktura organizacyjna
Skład w sierpniu 1939
- 1 pułk piechoty: miejsce postoju sztabu, I, II, III batalionu, 13 kompanii moździerzy i 14 kompanii przeciwpancernej – Królewiec;
- 22 pułk piechoty: miejsce postoju sztabu, I, III i rezerwowego batalionu – Gąbin oraz II batalion – Gołdap;
- 43 pułk piechoty: miejsce postoju sztabu, I i II batalionu – Wystruć, III batalionu – Tylża;
- 1 pułk artylerii: miejsce postoju sztabu i II dywizjonu – Królewiec, I dywizjonu – Gąbin, III dywizjonu Tylża;
- I dywizjon 37 pułku artylerii ciężkiej: miejsce postoju – Wystruć;
- 1 batalion saperów: miejsce postoju – Królewiec;
- 1 batalion przeciwpancerny: miejsce postoju – Gołdap;
- 1 dywizjon łączności: miejsce postoju – Wystruć;
- 1 oddział obserwacyjny: miejsce postoju – Królewiec;

Skład w listopadzie 1944
- 1 pułk piechoty
- 22 pułk fizylierów,
- 43 pułk piechoty
- 1 pułk artylerii
- 1 batalion saperów
- 1 batalion fizylierów
- 1 batalion przeciwpancerny
- 1 dywizjon łączności
- 1 polowy batalion zapasowy.